# Крекінг-установка Тоуфен
Крекінг-установка Тоуфен — закрите нафтохімічне виробництво тайванської China Petroleum Corporation (CPC), котре знаходилось на північно-західному узбережжі острова у місті Тоуфен.
Нафтохімічна промисловість Тайваню традиційно орієнтована на використання газового бензину. Водночас завдяки розробці покладів природного газу з 1972 року у Тоуфені діяла установка парового крекінгу, котра піддавала піролізу вилучений з нього етан. Вона мала доволі невелику потужність — 54 тис. т етилену на рік — та через нестачу сировини була закрита у 1991 році. Зазначений олефін використовували для живлення розташованого поруч заводу мономеру вінілхлориду (припинив діяльність через кілька років після піролізного виробництва, у 1997 році).